# 瑟尔维娅·博加茨卡
瑟尔维娅·博加茨卡（波蘭語：Sylwia Bogacka，1981年10月3日—），波兰女子射击运动员。她曾代表波兰参加2004年、2008年、2012年和2016年夏季奥林匹克运动会射击比赛，其中2012年奥运会获得一枚银牌。